# Байсако, Джеремиа
Джеремиа Байсако (англ. Jeremiah Baisako; 13 июля 1980, Виндхук, Намибия) — футболист, защитник. Выступал за сборную Намибии.

## Клубная карьера
Джеремиа начал карьеру в клубе «Юнайтед Африка Тайгерс», затем выступал за «Рамблерс» и «Виндхук».

## Карьера в сборной
С 2002 по 2008 ДЖеремиа выступал за сборную Намибии. Он был включён в заявку на Кубок африканских наций 2008 в Гане. На турнире Байсако не принял участие ни в одном из трёх матчей своей сборной.
Защитник играл в отборочных матчах к чемпионату мира 2010 против сборных Кении, Зимбабве и Гвинеи.